# Samuel Smiles (Chemiker)
Samuel Smiles (* 17. Juli 1877 in Belfast; † 6. Mai 1953 in Tunbridge Wells) war ein englischer Chemiker (Organische Chemie).

## Leben
Smiles war der Sohn eines Teehändlers und Enkel von Samuel Smiles. Er wuchs ab 1880 in London auf und besuchte das Marlborough College. Er studierte ab 1894 am University College London (sowie in Paris und Jena) und war nach seinem Abschluss bei John Norman Collie ab 1902 Assistent und ab 1908 Assistant Professor am University College London. 1919 wurde er Professor an der University of Newcastle  (damals Armstrong College) und später war er Professor am King’s College London.
Er befasste sich besonders mit organischen Schwefelverbindungen. Nach ihm ist die Smiles-Umlagerung benannt, die er 1931 beschrieb.
Er war Fellow ab 1918 der Royal Society. Im selben Jahr wurde er OBE für Arbeiten während des Ersten Weltkriegs. Er war Ehrendoktor (D.Sc.) der Queen’s University Belfast.
Er war seit 1920 verheiratet, die Ehe blieb kinderlos.

## Schriften
- Chemische Konstitution und Physikalische Eigenschaften, Springer Verlag 1914 (bearbeitet von R. O. Herzog)